# Köprülü Mehmed Pașa
Köprülü Mehmed Pașa (în turcă otomană كپرولی محمد پاشا, în turcă Köprülü Mehmet Paşa, în albaneză Mehmed Pashë Kypriljoti sau Qyprilliu, numit și Mehmed Pashá Rojniku; n. pe la 1575, Roshnik - d. 31 octombrie 1661, Edirne) a fost fondatorul dinastiei politice Köprülü a Imperiului Otoman, o familie de viziri, războinici și oameni de stat care au dominat administrarea Imperiului Otoman în ultima jumătate a secolului al XVII-lea, o epocă cunoscută sub numele de epoca Köprülü. El a ajutat la refacerea puterii imperiului prin eradicarea corupției și reorganizarea armatei otomane. Când a introdus aceste schimbări, Köprülü a extins și granițele imperiului, învingându-i pe cazacii, pe unguri și, cel mai impresionant, pe venețieni. Eficacitatea lui Köprülü a fost dublată de reputația sa. 
El a fondat orașul Köprülü (acum Veles, Macedonia) în Rumelia, unde s-a născut fiul său cel mai mare, Köprülü Fazıl Ahmed. 

## Biografie

### Tinerețea
S-a născut în satul Rudnik în Sangeak din Berat (acum Albania). A intrat în slujba sultanului ca tânăr devșirme și a fost instruit în școala palatului. Köprülü a început ca băiat de bucătărie în bucătăria imperială înainte de a se transfera la vistieria imperială și apoi la birourile camerierului palatului. Alți oficiali au considerat că este dificil să colaboreze cu Köprülü, iar acesta a fost transferat la corpul spahii (cavalerie) din provincii. 

### Avansarea în serviciul imperial
A fost mai întâi stabilit în orașul Köprü din nordul Turciei, care a fost numit ulterior Vezirköprü în onoarea sa. S-a ridicat rapid în rang, păstrând numele Köprülü, adică din Köprü. Fostul mentor al lui Köprülü, Hüsrev Pașa, s-a ridicat în serviciul imperial și l-a promovat pe Köprülü în birouri din ce în ce mai importante. Cu toate acestea, când Hüsrev a fost asasinat, Köprülü și-a construit propriul drum. În cele din urmă, el a ocupat funcții importante în calitate de șef al poliției de piață din Constantinopol, supraveghetor al Arsenalului Imperial, șef al corpului de la spahii și șef al armatorilor. Köprülü a reușit să intre în grațiile unor oameni puternici și, într-un fel, a supraviețuit căderilor acestora. Köprülü a continuat să dețină funcții importante. El a ajuns în cele din urmă la rangul de pașă și a fost numit beilerbeiul (guvernatorul) provinciei Trebizond Eyalet în 1644. 
Mai târziu, el a condus provinciile Eğri în 1647, Karaman în 1648 și Anatolia în 1650. El a servit ca vizir al divanului timp de o săptămână în 1652, înainte de a fi demis din cauza luptei constante de putere din palat. De-a lungul anilor, Köprülü cultivase multe prietenii la curtea sultanului, în special cu regina mamă Turhan Hatice Sultan, mama sultanului minor Mehmed al IV-lea. 
În 1656, situația politică din Imperiul Otoman era critică. Războiul din Creta împotriva venețienilor continua încă. Marina otomană de sub Kapudan Pașa (marele amiral) Kenan Pașa, în mai 1656, a fost învinsă de marina venețiană și malteză în Bătălia Strâmtorii Dardanele (1656), iar marina venețiană a continuat blocarea strâmtorilor Çanakkale, care izolează de Constantinopol armata otomană din Creta. Exista un complot politic pentru a-l detrona pe sultanul Mehmed al-IV-lea condus de viziri importanți, printre care Marele Muftiu (Șeyhülislam) Hocazade Mesut Efendi. Acest complot a fost descoperit, iar complotiștii au fost executați sau exilați. Mama Sultana Turhan Hatice a efectuat consultări, iar candidatul cel mai favorizat pentru postul de Mare Vizir a ieșit bătrânul și retrasul acum, dar, în același timp, experimentatul Köprülü Mehmed Pașa. Mehmed Efendi, șeful scribilor și arhitectul șef l-au convins pe sultan că doar Köprülü Mehmed Pașa putea evita dezastrul. 

### Marele vizir

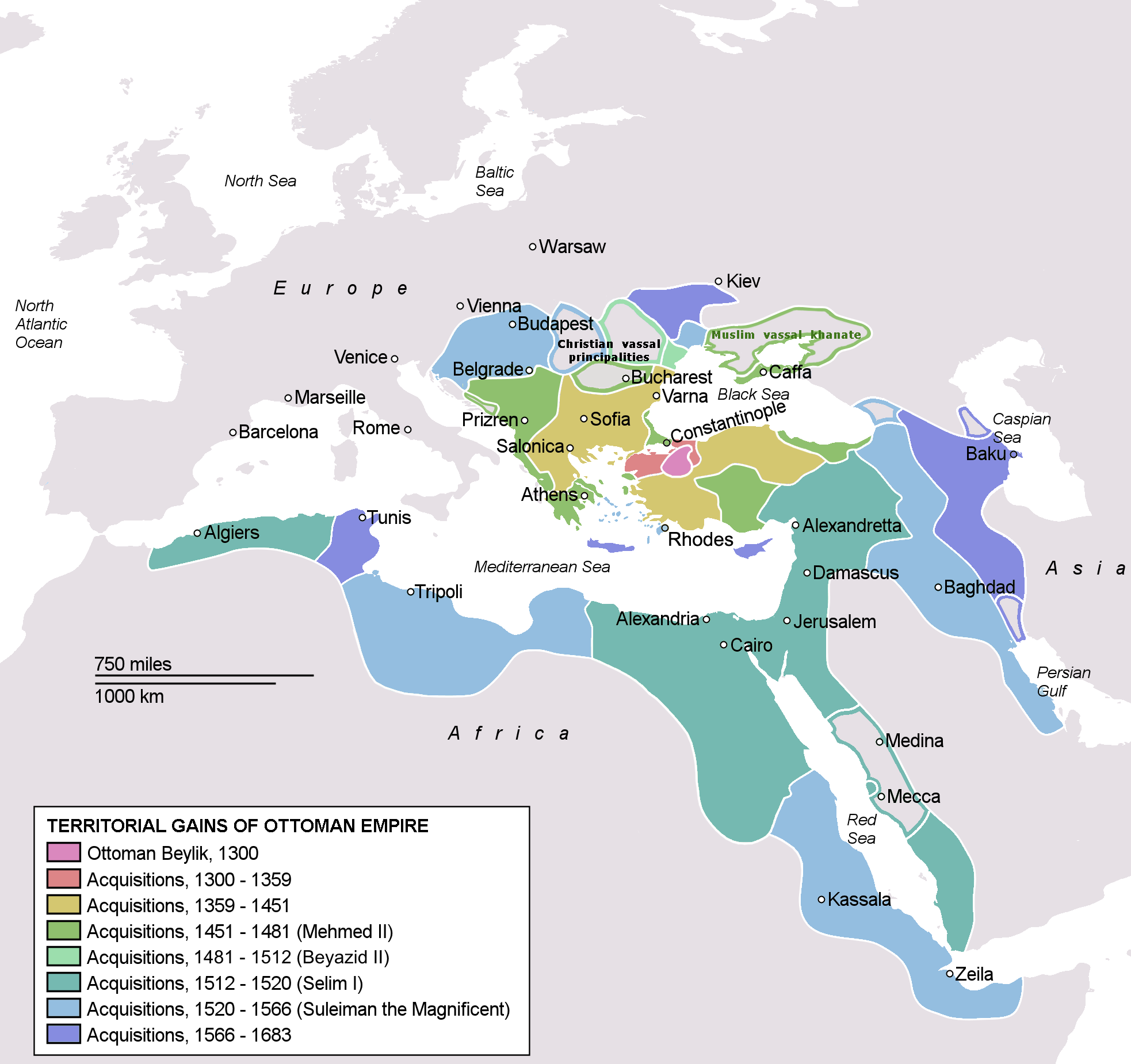
Imperiul Otoman a atins apogeul expansiunii sale în timpul administrației Köprülü.

Köprülü a fost chemat la Istanbul, unde a acceptat funcția de Mare Vizir la 14 septembrie 1656.  Ca o condiție a acceptării sale, Köprülü a cerut ca sultanul să decreteze numai ceea ce aproba Köprülü, să îi permită să facă toate numirile și demiterile și să refuze să audă sau să accepte orice povești rău intenționate despre el. I s-au acordat puteri extraordinare și stăpânire politică fără amestec, chiar de la cea mai înaltă autoritate a sultanului. 
Köprülü dobândise reputația de a fi un administrator cinstit și capabil, dar avea 80 de ani când și-a asumat funcția. În calitate de Mare Vizir, prima sa sarcină a fost să-l sfătuiască pe sultanul Mehmed al IV-lea să ducă o viață de vânătoare și de călătorii în jurul Balcanilor și să locuiască în vechea capitală Edirne, oprindu-i astfel implicarea directă politică în conducerea statului. La 4 ianuarie 1657, trupele de cavaleri numite spahii din Constantinopol au început o rebeliune, iar aceasta a fost suprimată crud de Köprülü Mehmed Pașa cu ajutorul trupelor de ieniceri. Patriarhul ortodox grec din Constantinopol s-a dovedit a fi complotat cu dușmanii statului otoman și Köprülü Mehmed Pașa a aprobat executarea sa. 
Rivalii și conducătorii religioși neprieteni au fost alungați sau executați. Sprijinul ienicerilor a fost obținut odată ce s-a văzut că era bine stabilit în postul său. Köprülü a centralizat puterea în imperiu, revigorând metodele tradiționale otomane de guvernare. El a ordonat ca aceia care erau suspectați că ar fi abuzat de pozițiile lor sau care s-au dovedit corupți să fie îndepărtați sau executați. Cei care eșuau în îndeplinirea sarcinilor lor au fost pedepsiți sever, iar comandanții militari învinși în lupte au plătit adesea cu viața. Când Marele Amiral Topal Mehmed Pașa nu a reușit să rupă blocada venețiană a Dardanelelor la 17 iulie 1657, Köprülü i-a executat pe loc pe el și pe ofițerii principali. Când rivalii s-au plâns lui Mehmed IV despre metodele Marelui Vizir, Köprülü a demisionat, plângându-se că sultanul a încălcat acordul lor. Mehmed i-a cerut imediat lui Köprülü să se întoarcă ca Mare Vizir, deoarece metodele sale avuseseră o mare eficacitate în restabilirea puterii otomane. 

### Războiul cu Veneția

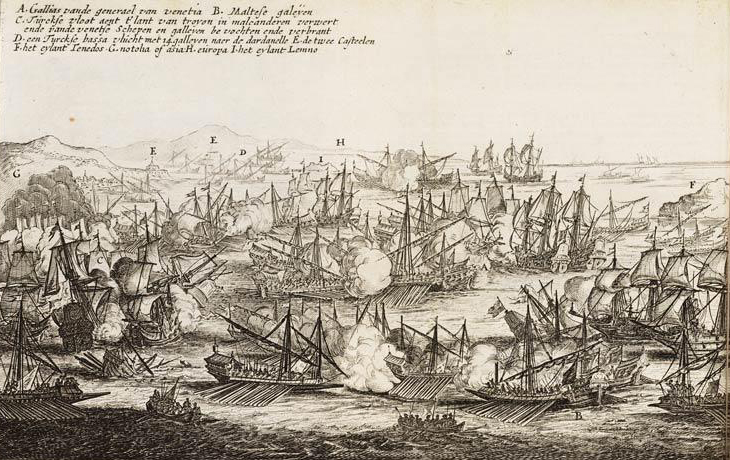
Bătălia Dardanelelor din 19 iulie 1657.

Întrucât revenirea ca mare putere a Republicii Veneția a fost criza imediată care a determinat numirea lui Köprülü ca Mare Vizir, a fost important ca acesta să-și demonstreze eficacitatea ca lider împotriva venețienilor. A pornit într-o expediție militară împotriva blocadei venețiene a strâmtorilor Dardanelles. Armata otomană a avut o victorie împotriva Veneției în bătălia Dardanelelor din 19 iulie 1657. Acest lucru le-a permis otomanilor să recâștige unele dintre insulele din Marea Egee, inclusiv Bozcaada și Limni (15 noiembrie) și să deschidă rutele pe mare de aprovizionare a armatei otomane care încă asedia Creta. 

### Războiul cu Transilvania și cu Habsburgii
În 1658 a condus o campanie de succes în Principatul Transilvaniei. În Transilvania principele Gheorghe Rákóczi al II-lea a renunțat la fidelitatea sa față de sultan. A încercat să-și transforme statul într-o putere majoră, aliindu-se cu alți prinți protestanți, în încercarea de a cuceri Ungaria și Polonia. În timp ce Rákóczi a invadat Polonia în 1657, Köprülü a trimis tătarii Crimeii să atace Transilvania. L-au obligat pe Rákóczi să se retragă din Polonia, dar acesta a refuzat să-și reia ascultarea față de sultan. Drept răspuns, în 1658, Köprülü însuși a condus o mare armată otomană în Transilvania. Această forță a învins-o pe cea a lui Rákóczi și l-a obligat să fugă în țările habsburgice. Războiul cu Habsburgii a continuat, dar controlul otoman asupra Transilvaniei a fost confirmat într-o pace temporară. Köprülü a anexat și Yanova (Jenö) la 1 august 1660 și Várad la 27 august.

### Revolta lui Abaza Hasan Pașa
Campania lui Köprülü Mehmed Pașa împotriva Transilvaniei a fost întreruptă de revolta pe scară largă a mai multor guvernatori de provincii din est sub conducerea lui Abaza Hasan Pașa, apoi a guvernatorul Alepului. Rebelii s-au opus epurărilor violente ale armatei lui Köprülü Mehmed și au cerut ca acesta să fie ucis. Cu toate acestea, sultanul Mehmed al IV-lea a rămas neclintit în sprijinul său pentru Köprülü și a trimis o armată împotriva rebelilor, sub comanda lui Murtaza Pașa, care pe atunci păzea frontiera Safavid. În ciuda adunării unei forțe de 30.000 de bărbați și a înfrângerii lui Murtaza Pașa în luptă, iarna aspră și moralul slăbit i-au obligat în cele din urmă pe rebeli să capituleze. Revolta lui Abaza Hasan a fost în sfârșit încheiată în februarie 1659, cu asasinarea tuturor comandanților rebeli din Alep, în ciuda promisiunilor că vor fi cruțați. 

### Focul Ayazmakapi
În iulie 1660 a avut loc un incendiu mare la Istanbul (Incendiul Ayazmakapi) care a provocat pagube mari persoanelor și clădirilor, ceea ce a dus mai târziu la penurie alimentară și la ciumă. Köprülü Mehmed Pașa s-a implicat personal în problemele de reconstrucție. Onestitatea și integritatea în conducerea afacerilor de stat de către Köprülü Mehmed Pașa sunt arătate de un episod pe seama lui. Cartierul evreiesc ars în incendiul din Ayazmakapi a fost cumpărat obligatoriu de către stat. 

### Moartea și moștenirea lăsată
În ciuda vârstei avansate a lui Köprülü, el a continuat să afișeze energie până la sfârșitul vieții. Când s-a îmbolnăvit mortal în 1661, sultanul a venit la căpătâiul său. Köprülü l-a convins să-l numească pe fiul său, Köprülü Fazıl Ahmed Pașa, ca următor vizir. De asemenea, el l-a sfătuit pe sultan să nu urmeze niciodată sfatul unei femei, să nu numească niciodată un ministru prea bogat, să păstreze întotdeauna vistieria plină și să țină întotdeauna armata în mișcare. 
Köprülü a murit la 31 octombrie 1661. El a lăsat în urmă o mașină administrativă bine reglată, refăcând reputația Imperiului Otoman, agresivitatea sa militară, prestigiul și puterea sa internă și externă. Victoriile lui Köprülü Mehmed în Transilvania au împins granița otomană mai aproape de Austria. 

## Legături externe
- „Kuprili”. Encyclopædia Britannica (ed. 11). 1911.